# Saturday Night Live seizoen 50
Het vijftigste seizoen van het Amerikaanse sketchkomedieprogramma Saturday Night Live ging op 28 september 2024 in première op NBC,  met gastheer Jean Smart en muzikale gast Jelly Roll.  Naast de standaardafleveringen met beroemde gasten en muzikale acts, zal de serie ook enkele maanden lang aan erkenningen doen, wat zal leiden tot een speciale retrospectieve aflevering van drie uur ter ere van het 50-jarig jubileum van het programma, die op 16 februari 2025 wordt uitgezonden. 
Dit seizoen zal ook bekend staan als SNL50: The Anniversary Season.

## Rolverdeling
Voor het begin van het seizoen verlieten Punkie Johnson, Molly Kearney en Chloe Troast de show.  Johnson sloot zich in 2020 bij het programma aan, waarna Kearney in 2022 volgde, en ook Troast bij het seizoen van 2023 aansloot.
Op 9 september werden drie nieuwe castleden toegevoegd: Ashley Padilla van improvisatiegroep The Groundlings, stand-upcomedian Emil Wakim en TikTok -sketchcomedienne Jane Wickline.
Marcello Hernandez, Michael Longfellow en Devon Walker, die zich alle drie in 2022 bij de cast voegden, werden gepromoveerd tot repertorium.
 